# Voore (Vinni)

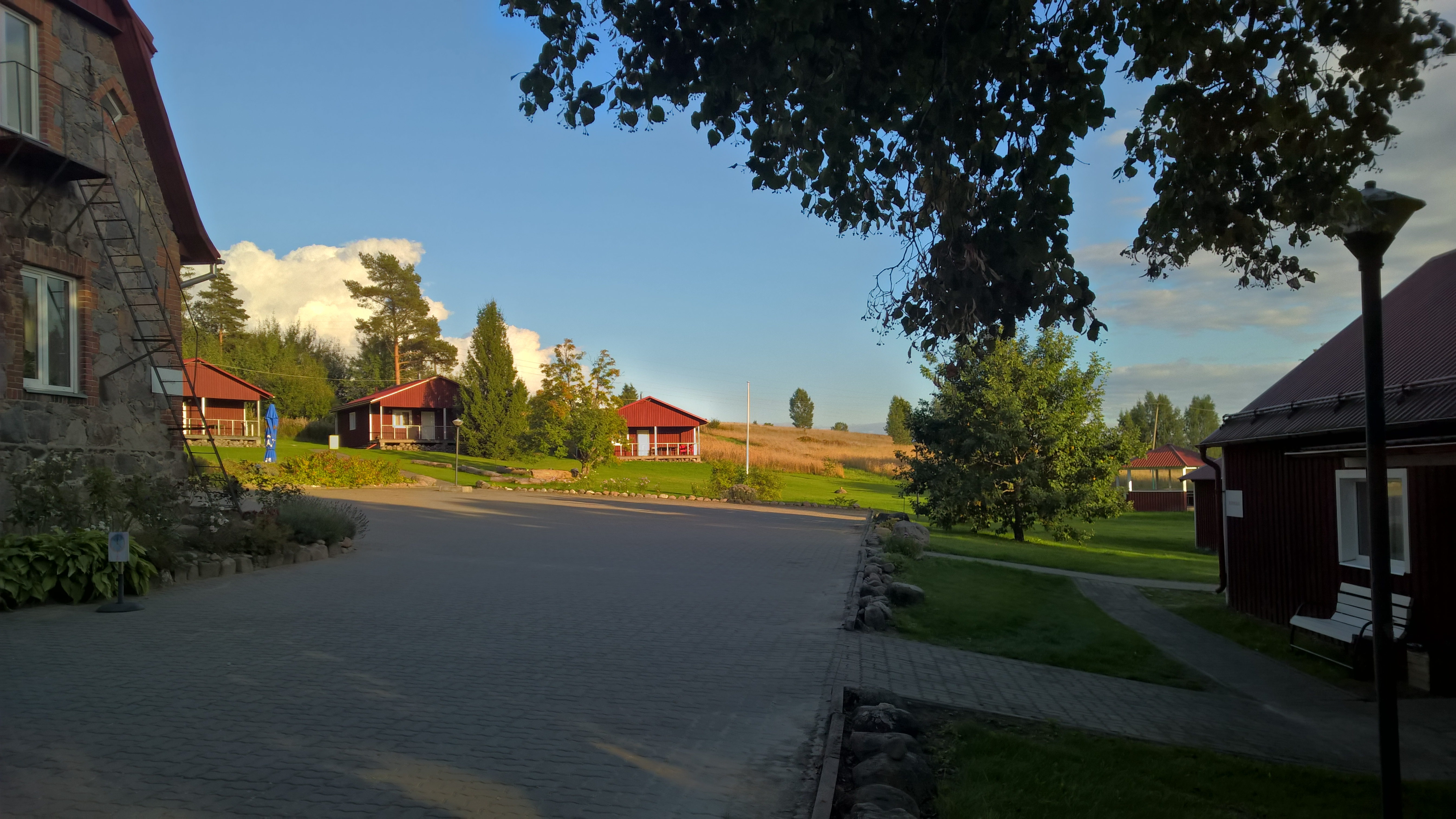
Kemping w Voore

Voore – wieś w Estonii, w prowincji Virumaa Zachodnia, w gminie Vinni.